# Cutervo
Cutervo es una ciudad peruana, capital del distrito y de la provincia homónimos ubicada en el departamento de Cajamarca. Se ubica  en la vertiente occidental de la cordillera de los Andes al norte del país a 2637 m s. n. m.
La ciudad en 2020 tenía 51 272 hab. según el INEI.
Geográficamente, esta región actúa como una frontera climática andina en donde, al norte, las frescas y agradables temperaturas andinas dan paso a ambientes cálidos. Por esta razón, los huari desistieron de avanzar al norte de los Andes de Cutervo y de Incahuasi. 

## Etimología
Una teoría propone que el nombre Cutervo podría haber derivado de la palabra quechua kutimuq, compuesta por el verbo kutiy que significa "volver" o "regresar" y el sufijo -muq que indica acción futura o movimiento, por lo que significaría "el que vuelve" o "el que regresa".
En este sentido, kutimuq, sugeriría un significado relacionado con "el lugar donde se regresa" o "el lugar de retorno". Esto tendría sentido en un contexto histórico y geográfico. Según la leyenda local de "la gran inundación" que narra el desplazamiento de los habitantes de este antiguo lugar, producto de las fuertes precipitaciones, hacia las partes altas del cerro Ilucán (que conserva vestigios tales como pircas y elementos cerámicos), y que al cesar las lluvias y descender las aguas que cubrían el antiguo pueblo, deciden retornar a su lugar de origen, tomando el nombre de kutimuq runakuna, "los hombres (la gente) que vuelven". "Cutervo" podría haber sido una evolución fonética o una adaptación del quechua kutimuq a través del tiempo y del contacto con los españoles recién llegados a estos lares.

## Historia
Por vestigios de pictografías, cerámicas y útiles de metal, se concluye que esta región hoy Cutervo fue  poblado desde la época antiguas. Durante el periodo Pre Incaico, el territorio fue parte del territorio de la cultura Wari, posteriormente en época inca de los Huampos o Guambos.. 
La expansión del imperio Incaico sometió a los pueblos de esta región aproximadamente en el año 1460, labor atribuida al inca Tupac Yupanqui. Posteriormente el reino del los Guambos fue convertido a una Wamani o provincia del imperio del Chinchaysuyo. En el territorio de Cutervo, así como en el resto de territorios se evidencia la presencia  de Quechuas y Aymaras, por la toponimia existente y los vocablos que hasta la actualidad se habla.
Con la llegada de los españoles, este territorio fue incorporado como parte de la gobernación de Trujillo, en el año 1540 se hace la repartición de las tierras a través de las encomiendas, correspondiendo al español Lorenzo de Ulloa la provincia de Guambos a la cual pertenecía Cutervo. Los encomenderos tenían como función cuidar de sus indios, así como de su correcta doctrina cristiana y vida en policía desde valores que hacían referencia al amor de un padre, o mejor, de un patrón magnánimo. Es de suponer que estando obligados cumplir los mandatos reales, los pobladores de estos lugares hayan recibido el adoctrinamiento y la organización (vida en policía) que proponían los españoles, es así como las diversas pachacas distribuidas  son organizadas para crear las reducciones de indios y así se forma el  pueblo de Cutervo con pobladores provenientes de varias pachacas y de forasteros
En cuanto al aspecto religioso la población de la nueva reducción de Cutervo recibió la doctrina por parte de los primeros religiosos que llegaron a estas tierras y que fueron enviados por los encomenderos que requerían incorporar a la población para poder cobrar las trazas y tributos que le correspondían.  Según escritos del agustino Antonio de la Calancha, en su obra "Crónica Moralizadora" 1638, se narra la designación de los religiosos agustino, para fundar los conventos en la provincia de Guambos entre los años 1560 al 1563, para tal empresa se nombra a Fray Juan Ramírez y como compañero al Fray Diego de Aguilar y describe que Ramírez encontró "tres grandes pueblos que fueron populosísimos, Cuterbo, Quirocata y Cachen que hoy doctrinan los religiosos de la Mercedes". 
El 24 de marzo de 1614, constituido Cajamarca como corregimiento, comprendía de tres provincias: Huamachuco, Cajamarca, y Guambos; Huamachuco comprendía de las actuales provincias de Huamachuco, Santiago de Chuco, Otuzco y Cajabamba; Cajamarca comprendía de las provincias actuales de Cajamarca, Contumazá y Celendín - y Guambos comprendía de las actuales provincias de Chota, Santa Cruz, Cutervo, San Miguel y Hualgayoc. 
El corregimiento estaba gobernado por un corregidor, magistrado o alcalde que ejercía la jurisdicción real en un territorio y cada una de las provincias por un teniente general. El de la provincia de Guambos residía en el pueblo de Chota.
En 1758, se separó la provincia de Huamachuco para formar un nuevo corregimiento, quedándose el de Cajamarca con las provincias de Cajamarca y Guambos.
En 1774, es descrito el corregimiento de Cajamarca por Cosme Bueno en su obra "Descripción del Obispado de Trujillo"; allí manifiesta como en los demás pueblos del corregimiento no existían alcaldes españoles sino solamente alcaldes indios, menciona además 17 Curatos, es decir pueblos donde existía párrocos, entre ellos están Todos los Santos de Chota y San Juan de Guambos, figurando como anexos Tacabamba, Cochabamba , Querocoto, Llama, Cachen, Cutervo, Sócota, Chicopón y Tocmoche, menciona también a Pión como anexo del curato de Pimpingos.
Al producirse la independencia, las suscripciones de Cutervo, pasaron a llamarse distritos, manteniéndose en lo fundamental la organización de la Colonia.

### Emancipación y era republicana
Durante el proceso de la emancipación Cutervo no fue ajeno a esta causa, toda vez que pertenecía a la repartición de los Guambos y dependía de  la provincia de Chota, en consecuencia los pobladores de este lugar colaboraron en la causa emancipadora, algunos lo hicieron con dinero, otros con víveres, otros con animales tales como caballos, medicinas, ropa, ponchos y otros participaron directamente para hacer frente al enemigo agresor.
El 12 de noviembre de 1823 es promulgada la primera constitución política del Perú. Por el primer congreso constituyente, aquí se dispuso que el territorio de la república se dividiera en departamentos, estos en provincias y las provincias en distritos.
El año 1834, en la ciudad de Cajamarca se formó una comisión de Notables con el nombre "Junta Departamental de Cajamarca", con el fin de trabajar en la creación del departamento separándose de la Libertad.
La junta departamental de Cajamarca realizó una serie de gestiones en la capital de la república, sin tener éxito alguno, en vista de lo cual se adoptó en Cajamarca un levantamiento popular que proclamó la creación del departamento de Cajamarca nombrando al mismo momento sus propias autoridades.
El levantamiento tuvo éxito y se reconoce al nuevo departamento por decreto supremo el 11 de febrero de 1855, situación que es regularizada por ley del 2 de enero de 1857, durante el gobierno del Mariscal Ramón Castilla. Se denominó capital del departamento a la ciudad de Cajamarca, el cual se formó con las provincias de Cajamarca, Cajabamba, Chota y Jaén. Años más tarde se Crearía la provincia de Cutervo..

### Independencia
Proclamada la Independencia y establecida La Republica, Cutervo es elevado por Decreto del Libertador Simón Bolívar fechado el 28 de enero de 1825, a la categoría de Distrito de la provincia de Chota  que formaba parte del departamento de la Libertad , hasta el año de 1855 en que se crea el Departamento de Cajamarca 
Al efectuarse la determinación de circunscripciones de 1828, en el distrito de Cutervo y su anexo de Sócota, continuaron perteneciendo a la provincia de Chota, mientras que los de Callayuc, Cujillo y su anexo (Choros) , Pimpingos y Querocotillo prosiguieron perteneciendo a la provincia de Jaén. Provincias antes pertenecientes al departamento de la Libertad.
En el año 1853,  los cutervinos que se habían plegado a la Revolución de Castilla contra Echenique, proclaman la nueva Provincia de Cutervo, y proclaman como subprefecto provincial a  Don Felipe Neri De los Ríos García , intentona que fracasó al restablecerse el Gobierno constitucional.
El 28 de enero de 1871, Cutervo es elevado a la categoría de ciudad mediante ley s/n juntos con las villas de Hualgayoc y San Miguel.  
En el año 1874 se iniciaron gestiones para ascender a Cutervo políticamente como provincia, gestión hecha por los mismos pobladores y contando con el apoyo del Dr.  Don Mercedes Contreras, cutervino, diputado suplente por Chota de digna recordación en compañía de los representantes de la misma cámara, señor Pedro J. Villanueva , Don Manuel María Gálvez diputado por Cajamarca y el Diputado por Lucanas  Dn. Natalio Sanchez , presentaron el primer proyecto de creación de la provincia de Cutervo, seguidos los trámites reglamentarios y contando con el informe favorable de la Sociedad Geográfica del Perú este proyecto quedó "A la Orden del Día", hasta que el proyecto desapareció del parlamento, dejando trunca la justa aspiración de sus actores, además de la población cutervina en general. 
En 1901 por iniciativa de la población cutervina, se formó la Primera Junta de Fomento de los  Intereses de Cutervo, cuyo propósito fue seguir con las gestiones para conseguir la elevación del distrito de Cutervo al rango de  provincia y su independización de la provincia de Chota. 
En 1903 los cutervinos residentes en Lima  entre ellos los Drs. Rubén H. Castro y José Contreras, consiguen que los senadores Benjamín Duble y José María Ocampo presenten en su cámara un nuevo proyecto de ley para la creación de la provincia de Cutervo, pero el trámite fue truncado por la decisión del Presidente de la Sociedad Geográfica, ingeniero Málaga Santillán y por el director del Gobierno Sr. Ignacio Gamio.
En 1908 el proyecto es reactualizado y en esta oportunidad , además de los senadores Duble y Ramos Ocampo , es apoyado por los senadores Joaquín Capelo de Junín, Aurelio Souza de Cajamarca y Feliz Ocampo de Amazonas, asi como por los diputados Antonio Miro Quesada por Lima, José Mercedes Puga de Cajamarca , Santiago Montesinos de Cotabambas y Juan Manuel de la Torre por Cuzco.
El 22 de octubre de 1910 , después de ardua lucha y  de 85 años de vida distrital, se hizo realidad el sueño de los pobladores, de ascender al rango de provincia de Cutervo mediante Ley  n.º 1296, refrendada por el presidente don Augusto Bernardino Leguía.

## Población
La Provincia de Cutervo al 2025, cuenta con una población aproximada de 150 000 habitantes, incluyendo todos sus distritos adyacentes y su capital Cutervo con 51 000 habitantes siendo el más poblado de toda la Provincia y la cuarta ciudad capital más poblada después de Cajamarca, Jaén y Chota.

## Ubicación
La ciudad de Cutervo se encuentra ubicada en la parte central del departamento de Cajamarca, en la cadena central del sector de los Andes norteños del Perú, aproximadamente 100 kilómetros al norte de la capital departamental. En la margen izquierda del río Cutervo, el cual vierte sus aguas en el río Sócota y a través del Llaucán fluye hacia el río Marañón. La extensión superficial del distrito se calcula en 422.27 kilómetros cuadrados.
| Noroeste: Distrito de Callayuc  | Norte: Distrito de Santo Domingo | Noreste: Distrito de San Andrés |
| Oeste: Distrito de Querocotillo |                                  | Este: Distrito de Socota        |
| Suroeste Distrito de Cochabamba | Sur: Distrito de Lajas           | Sureste: Provincia de Chota     |

## Clima
Tiene un clima de montaña, templado y subhúmedo, la temperatura media anual máxima es de 22 °C (71 °F) y la mínima de 5 °C (42 °F) por lo general, la temporada de lluvias se inicia en octubre y concluye en mayo.
| Parámetros climáticos promedio de Cutervo | Parámetros climáticos promedio de Cutervo | Parámetros climáticos promedio de Cutervo | Parámetros climáticos promedio de Cutervo | Parámetros climáticos promedio de Cutervo | Parámetros climáticos promedio de Cutervo | Parámetros climáticos promedio de Cutervo | Parámetros climáticos promedio de Cutervo | Parámetros climáticos promedio de Cutervo | Parámetros climáticos promedio de Cutervo | Parámetros climáticos promedio de Cutervo | Parámetros climáticos promedio de Cutervo | Parámetros climáticos promedio de Cutervo | Parámetros climáticos promedio de Cutervo |
| Mes                                       | Ene.                                      | Feb.                                      | Mar.                                      | Abr.                                      | May.                                      | Jun.                                      | Jul.                                      | Ago.                                      | Sep.                                      | Oct.                                      | Nov.                                      | Dic.                                      | Anual                                     |
| ----------------------------------------- | ----------------------------------------- | ----------------------------------------- | ----------------------------------------- | ----------------------------------------- | ----------------------------------------- | ----------------------------------------- | ----------------------------------------- | ----------------------------------------- | ----------------------------------------- | ----------------------------------------- | ----------------------------------------- | ----------------------------------------- | ----------------------------------------- |
| Temp. máx. media (°C)                     | 21                                        | 20.5                                      | 20.4                                      | 20.5                                      | 21                                        | 21.2                                      | 20.5                                      | 20.7                                      | 20.8                                      | 21                                        | 21.4                                      | 21.4                                      | 20.9                                      |
| Temp. media (°C)                          | 14.8                                      | 14.5                                      | 14.3                                      | 14.4                                      | 13.8                                      | 13.4                                      | 13.1                                      | 13.3                                      | 13.8                                      | 14.3                                      | 14.3                                      | 14.3                                      | 14                                        |
| Temp. mín. media (°C)                     | 8.7                                       | 8.5                                       | 8.3                                       | 8.3                                       | 6.7                                       | 5.7                                       | 5.7                                       | 6                                         | 6.8                                       | 7.7                                       | 7.3                                       | 7.3                                       | 7.3                                       |
| Lluvias (mm)                              | 35                                        | 40.0                                      | 43.2                                      | 35.1                                      | 11.8                                      | 2.8                                       | 0.9                                       | 1.4                                       | 7.6                                       | 21.1                                      | 23.6                                      | 23.3                                      | 245.8                                     |
| Días de lluvias (≥ 1 mm)                  | 6.7                                       | 8                                         | 8.4                                       | 6                                         | 2.6                                       | 0.8                                       | 0.2                                       | 0.5                                       | 2                                         | 5                                         | 5                                         | 5.6                                       | 50.8                                      |
| Fuente: climate-data.org                  |                                           |                                           |                                           |                                           |                                           |                                           |                                           |                                           |                                           |                                           |                                           |                                           |                                           |

## Actividades económicas
El 80% de la población se dedica a la agricultura y ganadería, esto quiere decir que la mayoría de la población vive en la zona rural.

## Transportes

### Transporte Terrestre
Las principal vías de  transporte terrestres son las de acceso tanto a la costa como a la selva. Los distritos de Cutervo también cuentan con vías carrozables que se comunican con la capital así como otras ciudades de otras provincias
Existen en la ciudad de Cutervo varias agencias de transporte terrestre (ómnibus), que brindan sus servicios a los diferentes ciudades: Jaén, San Ignacio, Bagua, Chachapoyas, Moyobamba, Tarapoto ,  Chiclayo, Trujillo y Lima, Cajamarca, Chota, Bambamarca.
La ruta de transporte terrestre desde Chiclayo a la ciudad de Cutervo se realiza por la carretera  PE-06 A. El recorrido tarda aproximadamente cinco horas en bus. Otros vehículos menores tardan hasta cuatro horas. El recorrido, atraviesa los distritos chotanos de Llama, Huambos y Cochabamba.  
Otra ruta importante es la que conduce al oriente (región de la selva) a través de la ruta nacional  Fernando Belaunde, por esta carretera se llega a la ciudad de Jaén (2.5 horas) , Bagua, Moyobamba, Tarapoto Etc.  También por esta carretera se puede llegar a Chiclayo haciendo el desvío por el pueblo de San Juan de Chiple. La carretera desde San Juan de Chiple a Chiclayo es asfaltada y tiene un recorrido de 4 horas.

## Turismo

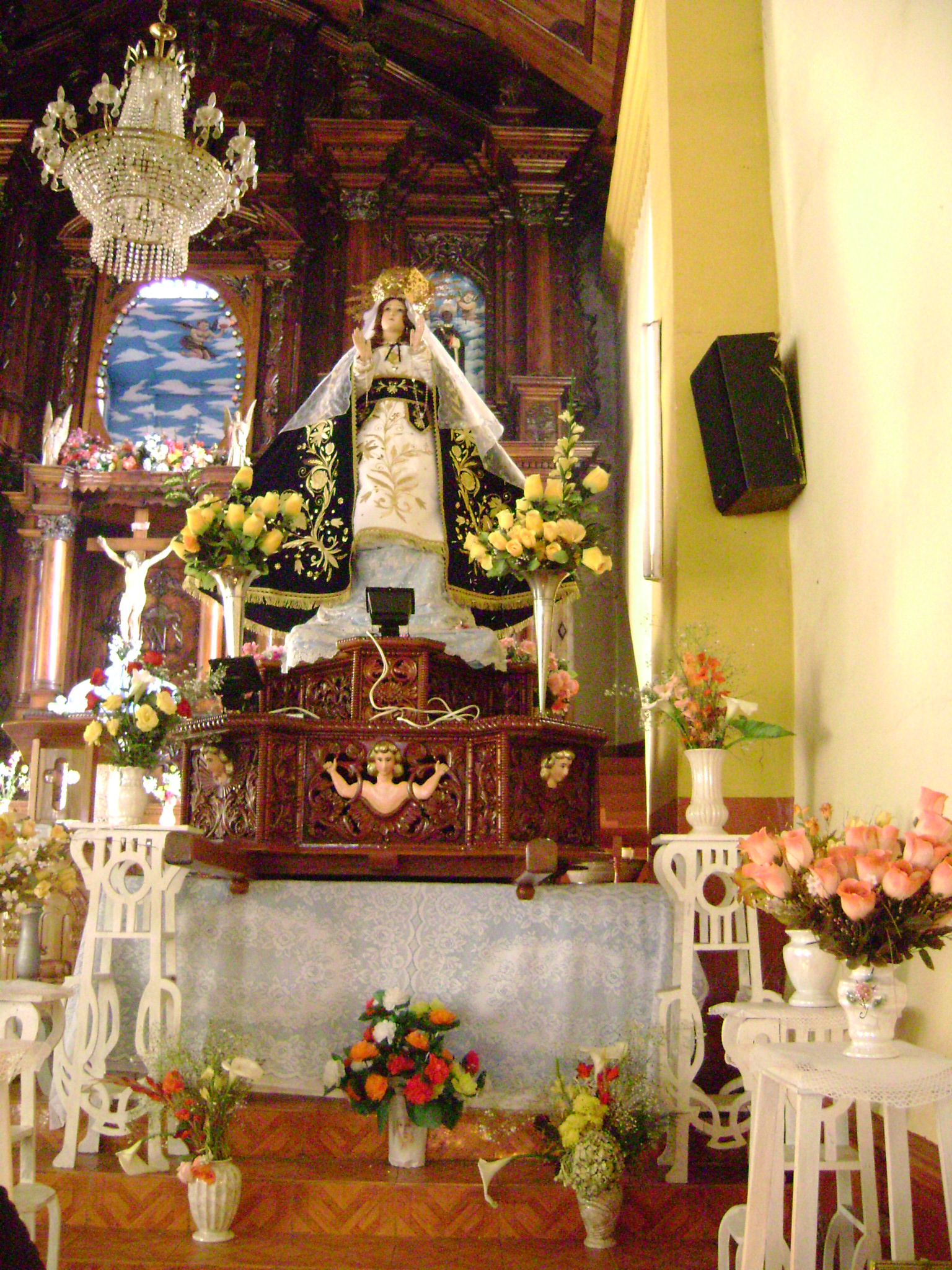

- Parque nacional Cutervo: El parque nacional de San Andrés está ubicado en la provincia de Cutervo, en el distrito de San Andrés de Cutervo a 2,450 m.s.n.m. Consta con un territorio de 2,500 hectáreas. El parque nacional de San Andrés fue creado en 1961, el que impulsó a la creación del parque fue Salomón Vilchez, con el objetivo de proteger las grutas de San Andrés. Fue el primer parque del Perú, sin embargo a pesar de su antigüedad aún no cuenta con límites oficiales, en este territorio no existen lagos, lagunas ni pantanos, pero son frecuentes los lugares húmedos. Los suelos son arcillosos. Su atractivo principal es La cueva de Guácharos; llamada así porque en ella habita una especie de ave nocturna llamado Guácharo (especie única en el mundo).

- La Gruta de Huichud: Tiene una extensión aproximadamente de 250 metros y 18m de altura. Las Palmas de Huichud de encuentran al noreste de la provincia de Cutervo donde la comunidad es dedicada a la agricultura y ganadería. Al llegar al sitio se podrá admirar la belleza de las campiñas y de todo que nos brinda la naturaleza.

- Laguna de Pilco: Se encuentra cerca del Bosque de Piedra, al pie de un cerro, con aproximadamente 730 m². Este lugar está habitado por varias especies de flora y fauna. Esta laguna da origen a un pequeño riachuelo.

- Bosque de Piedras: Se encuentra ubicada en la planicie del cerro El Pilco, son bloques enormes de rocas que han sido erosionadas por agentes externos (lluvia, viento, animales) ocasionando extrañas figuras.

- Catedral de Cutervo: La Iglesia Nuestra Señora de la Asunción es considerada Patrimonio Histórico y Cultural de la Nación. Fue construida entre 1863 y 1868. El 3 de septiembre de 2018, una de las torres de la iglesia se desplomó debido a excavaciones que se hicieron en sus bases con el propósito de ampliar la construcción.[3]

### Tradiciones y Festividades
- Carnavales en febrero o marzo, según el calendario
- Ferias de la Virgen de la Asunción el 15 de agosto (medio año - 15 de febrero)
- Feria  en honor al patrón San Juan Bautista del 20 al 30 de junio, que incluye feria agropecuaria , gastronómica y feria taurina internacional , Las tradicionales AISAS, costumbre que se da en la media noche del día 23 y 24 de junio
- Fiesta en Honor al Santo Patrón San Ramón no Nato en el barrio Pueblo nuevo el 30 de agosto

## Gastronomía
Destacan platos típicos como:
- Picante de papa con cuy frito.
- Chicharrón con mote.
- Humitas.
- Tamales.
- Chupe o Caldo Verde.
- Sopa de Fiambre.
- Sopa de chochoca con cuajada
- Cuajada con miel.

## Deporte
El fútbol es el deporte más practicado en la ciudad, al igual que en el resto del país. Los equipos más históricos y populares para la afición cutervina son  Los Inseparables  ,  Estudiantes Casanovistas y Comerciantes Unidos, este último actualmente se encuentra disputando el torneo  Primera División del futbol  peruano desde el año 2024, anteriormente ya tuvo un gran paso por la Primera División del Perú llegando a participar en La Copa Sudamericana. Comerciantes Unidos disputa sus encuentros de local en el Estadio Juan Maldonado Gamarra que cuenta con una capacidad para 8.000 espectadores.